# Dalstorps skogar
Dalstorps skogar är ett naturreservat i Storfors kommun i Värmlands län.
Området är naturskyddat sedan 2016 och är 23 hektar stort. Reservatet omfattar fyra områden kring gården Dalstorp belägna på norrlsluttningar av höjder. Områdena består gamla tallar i äldre granskog och det närmast gården av lövskog. 